# (2335) James
(2335) James est un astéroïde de la ceinture principale aréocroiseur.

## Description
(2335) James est un astéroïde aréocroiseur. Il présente une orbite caractérisée par un demi-grand axe de 2,12 UA, une excentricité de 0,36 et une inclinaison de 36,3° par rapport à l'écliptique.

## Compléments